# Schlacht an der Luga
Die Schlacht an der Luga (russisch: Лужский оборонительный рубеж) dauerte vom 10. Juli bis 24. August 1941 und fand am nördlichen Abschnitt der Ostfront statt. Die Abwehrkämpfe auf sowjetischer Seite waren ein vergeblicher Versuch den deutschen Vormarsch auf Leningrad aufzuhalten. Am 27. Juni begannen die sowjetischen Befestigungsarbeiten am Luga-Abschnitt und am 6. Juli wurde die Gruppe Luga gegründet, um diese Sperrlinie zu verteidigen. Die anderthalb Monate dauernden Kämpfe an der Luga-Linie verlangsamten den Vormarsch der deutschen Heeresgruppe Nord nach Leningrad. Der sowjetische Angriff im Raum Solzy, die Verteidigung von Tallinn und die Schlacht bei Smolensk hemmten den deutschen Vorstoß über den Luga-Abschnitt. Durch weitere sowjetische Gegenangriffe bei Staraja Russa und durch Verteidigung im befestigten Raum Krasnogwardeisk (Gattschina) wurden erhebliche Teile der Heeresgruppe Nord abgelenkt. Vom 8. bis 13. August wurde die Luga-Linie an beiden Flanken, im Bereich von Nowgorod und Kingisepp (Jamburg) von den deutschen Truppen umgangen und langsam aufgerollt. Viele Verteidiger der Lugaer Verteidigung starben während der Kämpfe und beim folgenden Rückzug. Bis zum 24. August wurden etwa 43.000 sowjetische Soldaten, die noch an der Luga-Linie verteidigten, umzingelt, kämpften aber noch während der Blockade von Leningrad bis Mitte September weiter. In der zweiten Septemberhälfte erreichten die sich zurückkämpfenden Reste der Operativen Gruppe Luga den Fluss Wolchow.
1941: Białystok-Minsk – Dubno-Luzk-Riwne – Smolensk – Uman – Kiew – Odessa – Leningrader Blockade – Wjasma-Brjansk – Charkow – Rostow – Moskau – Tula

1942: Rschew – Charkow – Ljuban/Wolchow – Kertsch/Sewastopol – Fall Blau – Kaukasus – Stalingrad – Operation Mars

1943: Woronesch-Charkow – Operation Iskra – Nordkaukasus – Charkow – Kursk – Orjol – Donez-Mius – Donbass – Belgorod-Charkow – Smolensk – Dnepr – Kiew

1944: Dnepr-Karpaten – Leningrad-Nowgorod – Krim – Wyborg–Petrosawodsk – Operation Bagration – Lwiw-Sandomierz – Jassy–Kischinew – Belgrad – Petsamo-Kirkenes – Baltikum – Karpaten – Ungarn

1945: Kurland  – Weichsel-Oder – Ostpreußen – Westkarpaten – Niederschlesien – Ostpommern – Plattensee – Oberschlesien – Wien – Oder – Berlin – Prag

## Vorgeschichte

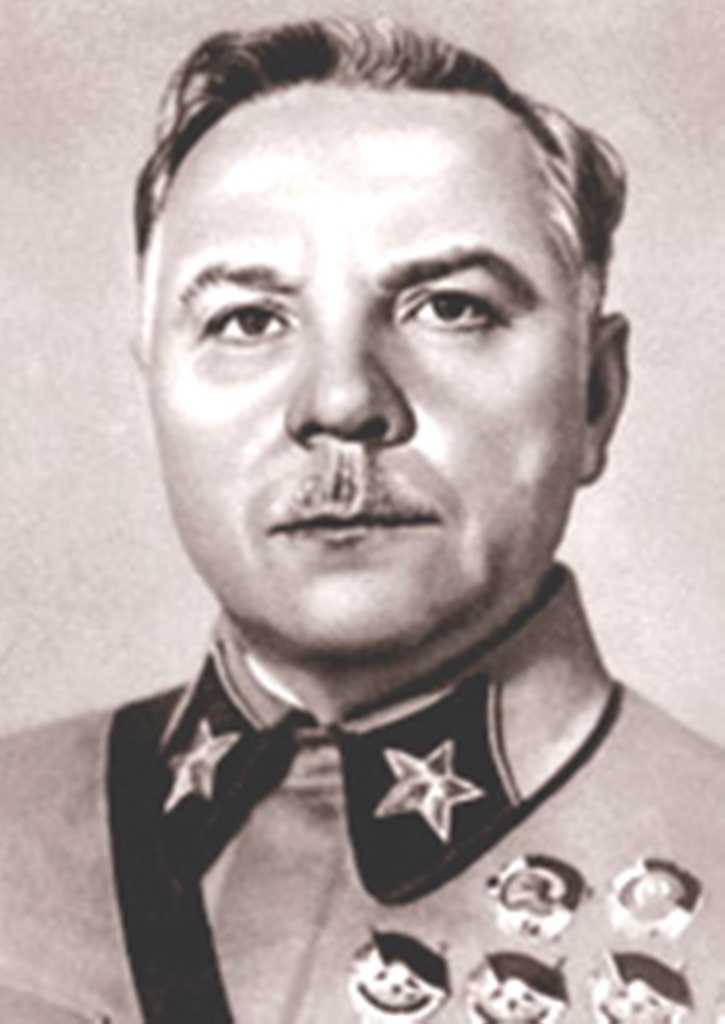
Marschall Kliment Woroschilow

Nach dem am 22. Juni 1941 anlaufenden Unternehmen Barbarossa, dem deutschen Angriff auf die Sowjetunion, drang die Heeresgruppe Nord nach der Panzerschlacht bei Raseiniai schnell im Baltikum vor. Die Grenzkämpfe der sowjetischen 8. und 11. Armee gegen die deutsche Truppen gingen für die Rote Armee bis 26. Juni nachteilig aus. Die Stawka musste die baldige Notwendigkeit der Verteidigung Leningrads in Betracht ziehen. Aus dem Leningrader Militärbezirk wurde der Stab der Nordfront unter Generalleutnant M. M. Popow und seinen Stabschef Generalmajor D. N. Nikischew gebildet, deren stellvertretender Befehlshaber Generalmajor K. P. Pjadyschew wurde.
Die Nordwestfront wurde am gleichen Tag auf der Grundlage des Baltischen Sondermilitärbezirks errichtet, zum Befehlshaber wurde zunächst Generaloberst F. I. Kuznezow ab 8. Juli Marschall Woroschilow, nominell aber General Sobennikow ernannt, als Stabschef fungierte General P. S. Klenow.
Seit dem 29. Juni war die Schaffung mehrere Miliz-Divisionen im Gange, in kurzer Zeit haben sich in Leningrad etwa 160.000 Bürger zur Volksmiliz gemeldet. Es wurden nach und nach etwa 5 Divisionen, 16 separate Maschinengewehr-Artillerie-Bataillone und 7 Partisanen-Regimenter gebildet. Große Teile der Miliz wurden auch den regulär rekrutierten Formationen angeschlossen. Um die komplexe Organisation zu gewährleisten, wurde eine eigene Verwaltung zur Aushebung der Volksmiliz unter dem Mitglied des Militärrats des Leningrader Militärbezirks, Generalmajor A. I. Subbotin geschaffen. Bereits in der zweiten Monatshälfte des Juli waren zwei Divisionen nationaler Miliz zur Verteidigung der Luga-Linie zum Einsatz bereit. Für den Schutz des südlichen Vorfeldes von Leningrad wurden weitere Einheiten geschaffen, welche bald den Grundstock für zwei neue Armeen (42. und 55. Armee) bildeten. Auf Grundlage des 10. mechanisierten Korps wurde zunächst die Kommandos der Gruppen Sluzk und Kolpino geschaffen, aus der später (am 2. September) die 55. Armee unter Generalmajor I. G. Lasarew hervorging.

### Aufbau der Leningrader Verteidigung

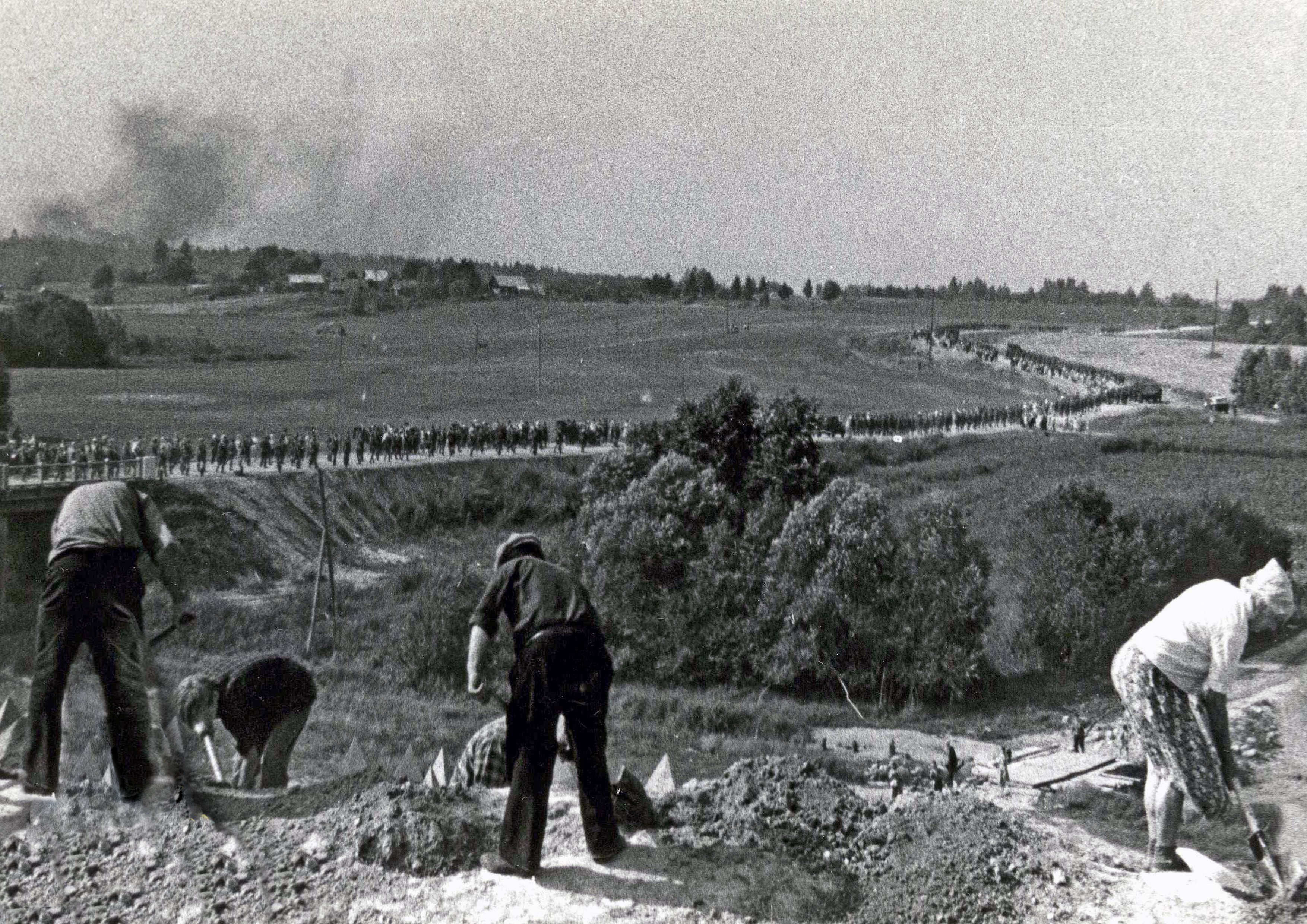
Ausbau der Lugaer Verteidigungslinie

Am 4. Juli übermittelte General G. K. Schukow, Chef des Generalstabes, dem Militärrat der Nordfront die Weisung zur Verteidigung von Leningrad. Die Richtlinie sah vor, eine defensive Linie zwischen Narwa, Luga und Staraja Russa einzunehmen und in einer Tiefe von 10 bis 15 km auszubauen. Ab Ende Juni wurden in Leningrad drei Divisionen nationaler Volksmiliz rekrutiert und zur Besetzung der Luga-Linie herangezogen.
Anfang Juli begann auch der Bau des befestigten Raums von Krasnogwardeisk. Dafür wurden aus der Bevölkerung Leningrads und Umgebung – bis zu 500.000 Mann mobilisiert. Am 5. Juli wurde die Marinegruppe für Seeverteidigung von Leningrad unter Konteradmiral F. I. Tschelpanow gebildet, dabei wurden die Flottillen von Onega-, Ilmen- und Ladogasee sowie mehrere Brigaden von Marineinfanterie aufgestellt und zusätzliche Küstenbatterien installiert. General Walter Chales de Beaulieu berichtet von der „ungeheuren Arbeitsleistung“ die von sowjetischer Seite dabei geschafft wurde. Beim Angriff aus dem Brückenkopf Porietschje nach Norden musste der Angreifer auf einer Strecke von 7 km allein 5 Panzergräben überwinden die mit 1 m Aufschüttung insgesamt 3 m tief waren mit steil abgestochenen Wänden und auf der Sohle mindestens 6 m breit waren. Das umfangreiche in Beton- und Holzbunkern, Geschützstellungen, Tankfallen eingebaute Material wies auf eine „bemerkenswerte“ Transportleistung hin.
Am 6. Juli wurde General Pjadyschew zum Befehlshaber der neuen Verteidigungslinie entlang der Luga ernannt, der Militärrat der Nordfront beschloss zur Verstärkung der Luga-Abschnittes, die 237. Schützendivision aus Petrosawodsk und zwei Divisionen des 10. mechanisierten Korps aus der Karelien zu transferieren. Die Stawka-Richtlinie Nr. 260 vom 7. Juli ordnete an, dass der Befehlshaber der Nordfront unverzüglich dem Befehlshaber der Nordwestfront die 70. und 177. Schützendivision zu überstellen hatte. Der Transfer vom Karelischen Isthmus in Richtung Luga begann mit dem 10. mechanisierten Korps (ohne die 198. motorisierte Division) und der 237. und 70. Schützendivision. Dies war wegen der gleichzeitig anlaufenden finnischen Offensive an der Karelischen Landenge riskant, da dadurch die Verteidigung am Isthmus zu geschwächt werden konnte.
Als sich der deutsche Durchbruch südlich des Peipus-Sees abzeichnete, wurden die Truppen der neuen Verteidigungslinie am 6. Juli zur Gruppe Luga unter General K. P. Pjadyschews Befehl zusammengefasst. Die Leningrader-Infanterieschule (2000 Mann), die Miliz von Kingisepp und die Leningrader Schieß- und MG-Infanterieschule (1900 Mann) konzentrierten sich bald im Raum östlich der Stadt Narva. Eine separate Gebirgs-Schützenbrigade (5800 Mann), die in Leningrad rekrutiert wurde, war zur Sicherung der Luga-Linie bestimmt. Die festgelegte Verteidigungslinie reichte auf fast 250 Kilometer Breite vom Finnischen Meerbusen entlang der Flüsse Luga, Mshaga, Schelon bis zum Ilmensee. Sie verlief an der Westküste der Bucht von Narva entlang der Luga nach Kingisepp, weiter nach Porechje, Sabsk und Tolmachewo. Vor der Stadt Luga wurden Seen und Sumpfgebiete in die Stellungen einbezogen, deren Ausläufer wieder zum Luga-Fluss südöstlich der Stadt reichten. Weiter verlief die Linie über Peredolskaja nach Schimsk und zum Ilmensee. Neben der wichtigen Basis von Luga war eine weitere Abwehrposition östlich und nordöstlich von Tolmachewo vorgesehen, dort kreuzten sich die Straßen von Leningrad nach Pskow, Porchow und Nowgorod.
Die erste Linie bestand aus zwei Abwehrstellungen: die erste mit einer Länge von 28 km, vom Dorf Rakowno nach Wychelobok am rechten Ufer des Flusses Luga, dann entlang des rechten Ufer des Flusses Udrajka bis zum Dorf Radoli.
Der zweite Abschnitt, 20 km lang, verlief von Kolodno nach Zaklinje entlang des Flusses Tschernaja. Die letzte Abwehrstellung reichte vom Murawai Ploskowo am rechten Ufer des Flusses Oredesch über den Hvojlowosee und Antonowosee zum Pristanskasee, entlang des Flusses Ravana nach Fedorowka, dann entlang der Tigoda nach Kirischi.
- Die Gruppe Luga bestand aus 4 Schützendivisionen: 70., 111., 177. und 191. Schützendivision sowie der 1., 2. und 3. Division der nationalen Miliz sowie dem 41. Schützenkorps mit der 90., 235. und 118. Schützendivision.

Die Artilleriegruppe bestand aus Teilen der Lugaer Verteidigung unter Oberst G. F. Odintzow. Den Luftschutz übernahmen die Flugzeuge der Nordfront unter Generalmajor A. A. Nowikow. Die Überreste der Einheiten des 41. Schützenkorps wurden gesammelt, mit neuen Uniformen und Waffen versehen und zur Verstärkung der Streitkräfte der Gruppe Luga entsandt. Die 111. Schützendivision besetzte die Verteidigungslinie auf der rechten Flanke und die 235. Schützendivision auf der linken Flanke der 177. Schützendivision.

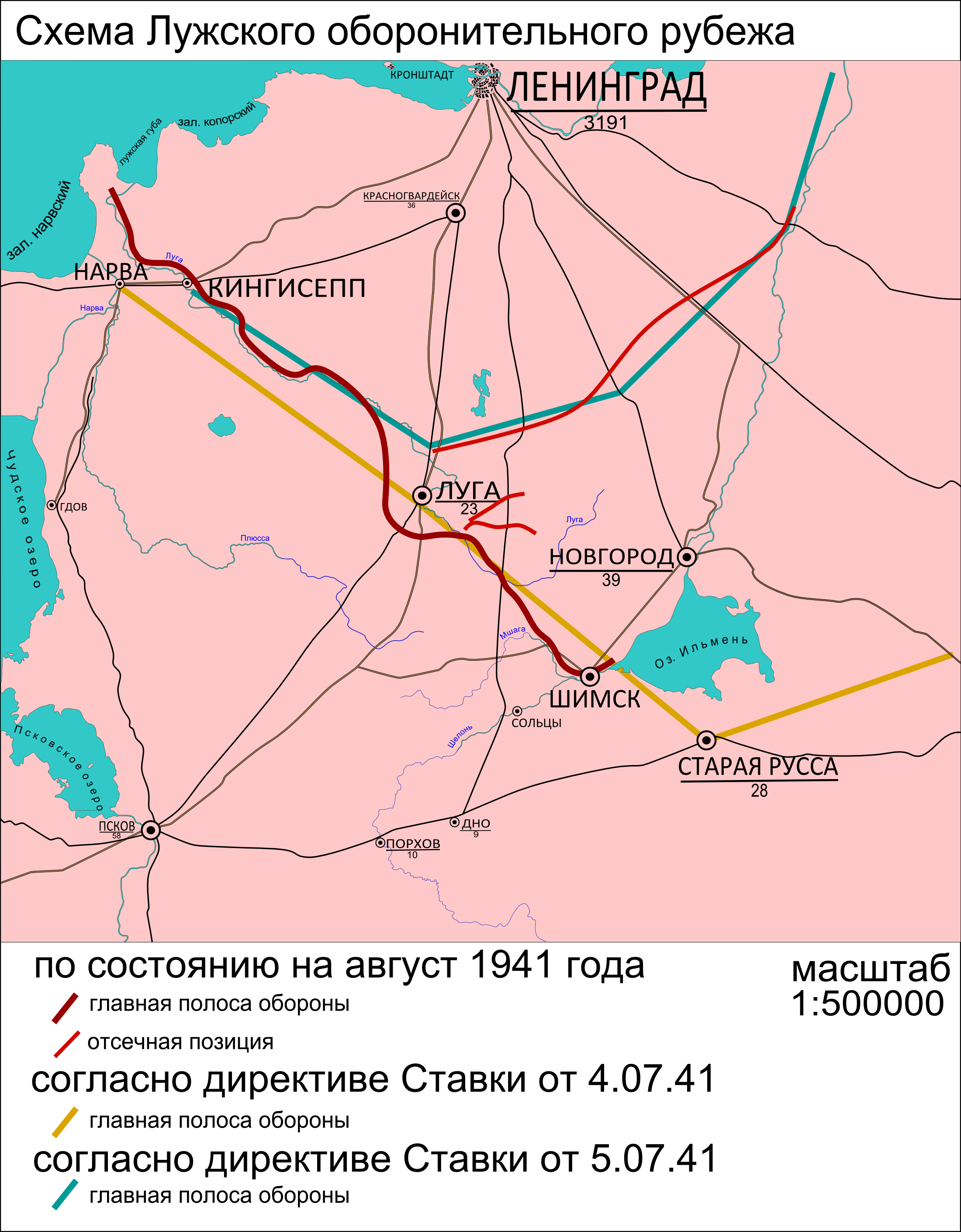
Verteidigungslinien vor Leningrad

Bis zum 9. Juli konnte die sowjetische Gruppe Luga die östlichen und zentralen Verteidigungs-Abschnitte von der Stadt Luga bis zum Ilmensee besetzen. Das Gebiet am Unterlauf der Luga, in das die deutschen Truppen noch nicht vorgestoßen waren, war vorerst noch unbesetzt. Das 106. Ingenieur- und das 42. Ponton-Bataillon installierten Panzerabwehr-Minenfelder sicherten das bedrohte Vorfeld. Am Ausbau der Befestigung der Luga-Linie wurde noch intensiv gearbeitet, die Befestigungsarbeiten war noch lange nicht abgeschlossen. Zehntausende Leningrader und die örtliche Bevölkerung beteiligten sich an den Arbeiten. Die 191. Schützendivision wurde mit der Sicherung zwischen Narva und Kingisepp betraut, die 70., 111. und 177. Schützendivision wurden in das Kampfgebiet vorgeschoben und die Volksmiliz-Divisionen befanden sich noch in der Trainingsphase.
Mitte Juli konnten die Truppen der Nordwestfront den Feind in Litauen nicht mehr aufhalten und zogen sich in die nordwestlichen Regionen Russlands zurück. Für die erfolglose Führung im Baltikum wurde dem Kommando der Nordwestfront die absehbare Verteidigung des Leningrader Raumes entzogen. Aufgrund des Mangels an Kompetenz und Ressourcen der Nordwestfront ordnete die Stawka an, dass die Streitkräfte der Nordfront auch die Verteidigung Leningrads zu übernehmen hatte, obwohl sie auch die finnische Offensive an der Karelischen Landenge abwehren musste. Nach Zuteilung der 8. Armee wurde die Grenze zur Nordwestfront entlang der Linie Pskow–Nowgorod festgelegt, auch die Verteidigung des Territoriums der Estnischen SSR gegenüber dem deutschen XXXXII. Armeekorps blieb weiterhin den Truppen der Nordwestfront überlassen.

### Gliederung der Heeresgruppe Nord
18. Armee (Küchler)

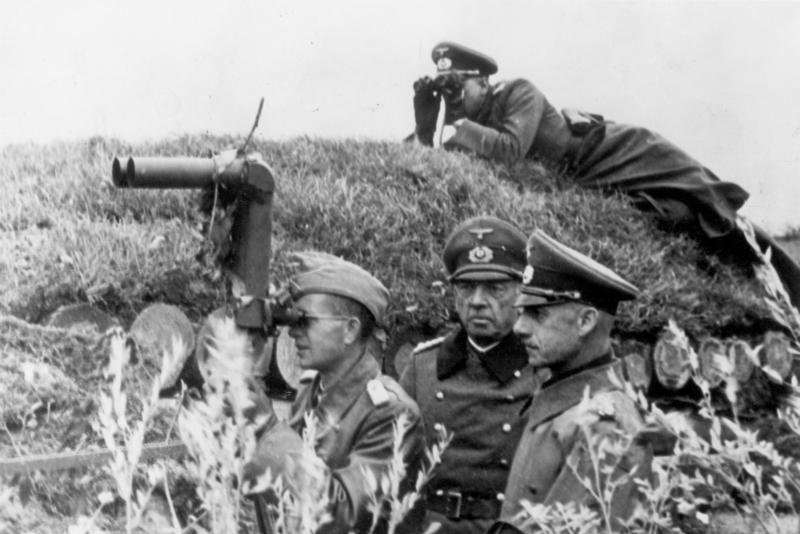
Der Oberbefehlshaber der Heeresgruppe Nord, Generalfeldmarschall Wilhelm von Leeb (rechts stehend) mit dem Befehlshaber der 18. Armee, Generaloberst Küchler (Mitte) im Oktober 1941

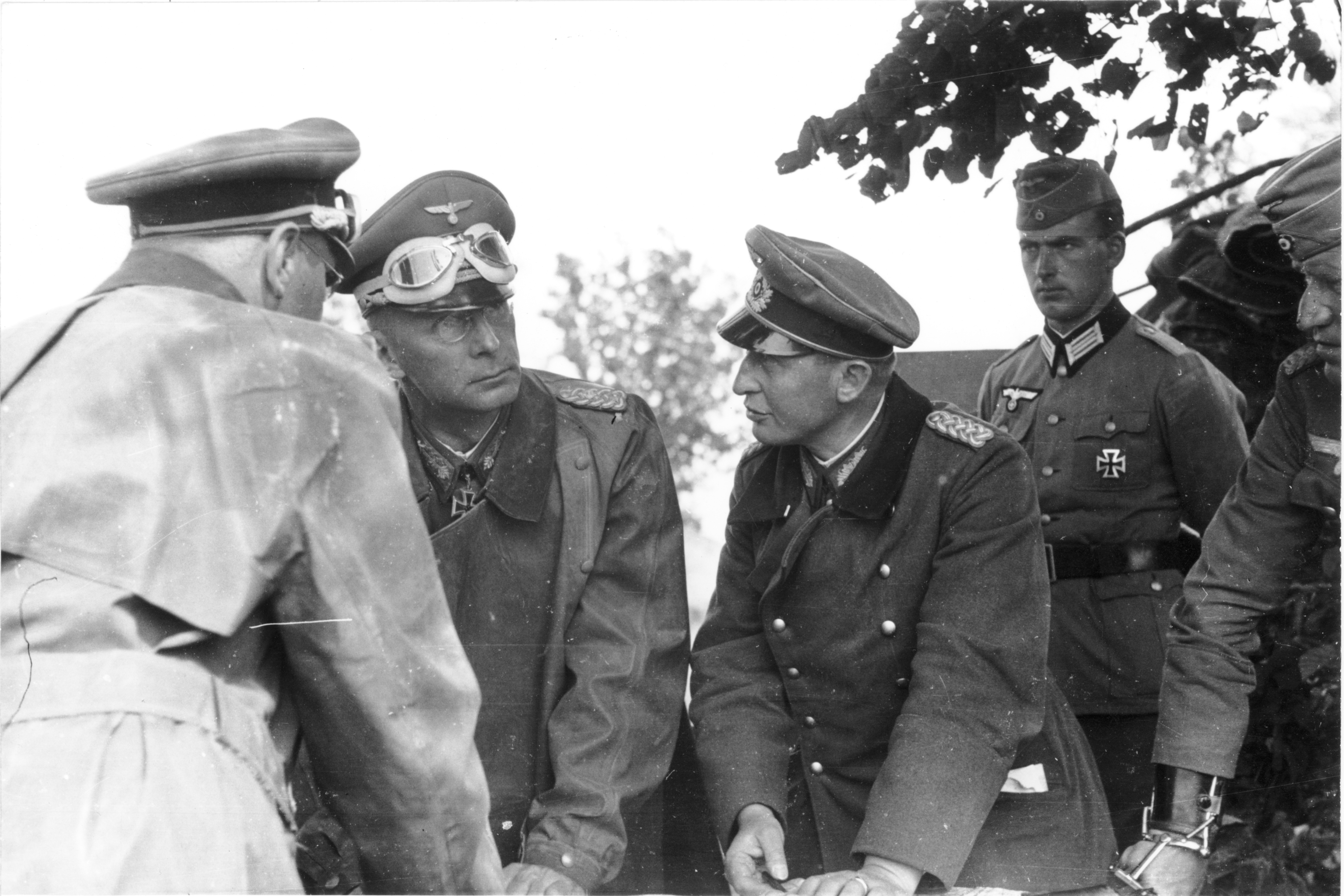
Georg-Hans Reinhardt und Walter Krüger

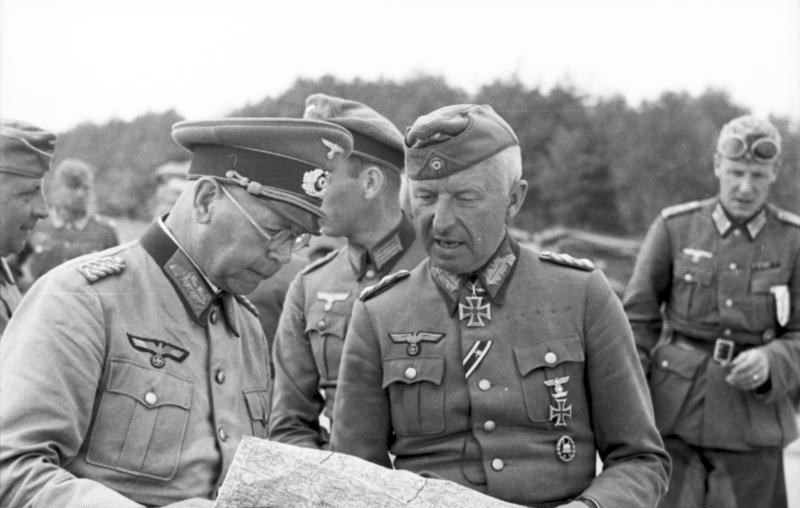
Brandenberger (links) mit Erich von Manstein

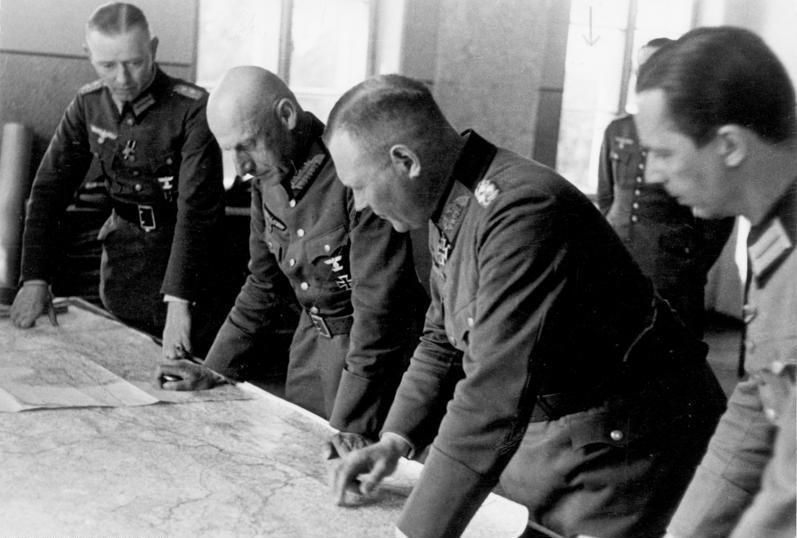
Generaloberst Hoepner bei der Lagebesprechung mit GFM von Leeb

XXXXII. Armeekorps (Kuntze, in Estland)
- 61. Infanterie-Division (Haenicke)
- 217. Infanterie-Division (Baltzer)

XXVI. Armeekorps (Wodrig)
- 291. Infanterie-Division (Herzog)
- 254. Infanterie-Division

I. Armeekorps (Both)
- 11. Infanterie-Division (Böckmann)
- 21. Infanterie-Division (Sponheimer)

XXXVIII. Armeekorps (Chappuis)
- 1. Infanterie-Division (Kleffel)
- 58. Infanterie-Division (Heunert)

Panzergruppe 4 (Hoepner)
XXXXI. Armeekorps (Reinhardt)
- 1. Panzer-Division (Kirchner, später Krüger)
- 6. Panzer-Division (Landgraf)
- 36. mot. Infanterie-Division (Ottenbacher)

LVI. Armeekorps (Manstein)
- 8. Panzer-Division (Brandenberger)
- 3. mot. Infanterie-Division (Jahn)
- SS-Division Totenkopf (Eicke)

16. Armee (Busch)
L. Armeekorps (Lindemann)
- 269. Infanterie-Division (Leyser)
- SS-Polizeidivision (Mülverstedt)

XXVIII. Armeekorps (Wiktorin)
- 122. Infanterie-Division (Macholz)
- 96. Infanterie-Division (Schede)
- 121. Infanterie-Division (Lancelle)

X. Armeekorps (Hansen)
- 290. Infanterie-Division (Wrede)
- 30. Infanterie-Division (Tippelskirch)
- 126. Infanterie-Division (Laux)

II. Armeekorps (von Brockdorff-Ahlefeldt)
- 12. Infanterie-Division (Seydlitz-Kurzbach)
- 32. Infanterie-Division (Bohnstedt)
- 123. Infanterie-Division (Lichel)

## Verlauf

### Offensive der deutschen Panzergruppe 4 ab 10. Juli
Nach der Besetzung von Pskow warteten die deutschen Panzer- und motorisierten Verbände der Panzergruppe 4 nicht auf das Nachrücken der Infanteriedivisionen der 16. und 18. Armee, sondern setzten die Offensive alleine fort.
Am 10. Juli begann der deutsche Angriff mit dem Ziel die Luga-Front in Richtung Leningrad zu durchbrechen und die Verbindung mit den finnischen Truppen in Karelien herzustellen. Das LVI. motorisierte Korps sollte am rechten Flügel mit der 8. Panzerdivision aus dem Raum Opotschka gegen die Linie Porchow–Nowgorod vorgehen. Am linken Flügel griff das XXXXI. motorisierten Korps mit der 1. und 6. Panzerdivision nördlich von Pskow mit Luftunterstützung die Einheiten der 118. Schützendivision an und zwang sie über Gdow zum Rückzug in Richtung auf Luga. Einen Tag später erreichten die Deutschen den Fluss Pljussa in der Nähe des gleichnamigen Ortes und begannen einen Kampf mit den vorderen Deckungskräften der Einsatzgruppe Luga. Die deutschen Divisionen, die sich dem Vorfeld der Luga-Linie näherten, stießen auf hartnäckigen Widerstand, wichtige Stellungen wechselten mehrmals den Besitzer.
Die Truppen der 90. und 111. Schützendivision zogen sich auf das Vorfeld der Luga-Verteidigungslinie zurück und bremsten bis zum 12. Juli den deutschen Vormarsch. Die sowjetischen Einheiten verteidigten sich auf breiter Front, zwischen ihnen gab es Frontlücken von 20–25 km, die noch nicht von Truppen gesichert waren. Einige wichtige Bereiche wie Kingisepp erwiesen sich als völlig unbesetzt. Die 191. Schützendivision und die 1. Milizdivision, die 1. separate Gebirgs-Schützenbrigade und die Kadetten der Rotbanner-Kirower-Infanterie- und Maschinengewehrschule konnten die Besetzung der Luga-Linie vollziehen und gemeinsam mit der gleichzeitig eingreifenden 177. Schützendivision (Oberst A. F. Maschoshin) sichern, welche rechts anschließend, eine Frontlücke nördlich von Luga schließen konnte. Die sowjetische 24. Panzerdivision verblieb noch in Reserve und die 2. Miliz-Division rückte ebenfalls in die Front ein. Der erste Versuch der deutschen 1. und 6. Panzer- und einer Infanteriedivision, in die Stadt Luga einzudringen, wurden abgeschlagen. Wichtige Siedlungen und Widerstandszentren wechselten mehrmals den Besitz.
Am 12. Juli traf die deutsche Panzergruppe 4 an der Pljussa auf Einheiten der Einsatzgruppe Luga. Am 13. Juli beschloss das Oberkommando der Nordwestfront, die Truppen am südwestlichen Vorfeld von Leningrad neu zu organisieren. Die 8. Armee und das 41. Schützenkorps der 11. Armee wurden der Nordfront überstellt und bekamen den Auftrag, den Feind am Durchbruch nach Leningrad zu hindern. Diese Entscheidung spiegelte bereits den tatsächlichen Stand der Lage wider, da das 41. Schützenkorps bereits in den bedrohten Abschnitten in Kämpfen stand. Am gleichen Tag gelang es den Deutschen in die sowjetische Verteidigung einzubrechen, am folgenden Morgen konnte ein Gegenangriff der 177. Schützendivision von der 24. Panzerdivision und von starkem Artilleriefeuer unterstützt, die verlorenen Stellungen am Pljussa-Abschnitt zurückzuerobern. Eine wichtige Rolle bei der Abwehr deutscher Panzerangriffe leistete die Artillerie-Gruppe von Oberst G. F. Odintzow.
Am 14. Juli ordnete die Stawka-Richtlinie Nr. 329 an, dass die in der Region Kandalakscha stehende 1. Panzerdivision sofort nach Leningrad verlegt werden sollte. Alle Divisionen, die bei Tallinn, Luga und Nowgorod operierten, sollten sofort 3 bis 5 KW Panzer erhalten, um ihre Kampfkraft zu erhöhen. Außerdem wurden die 21. und 24. Panzerdivision des 10. mechanisierten Korps aus dem Karelischen Isthmus nach Luga dirigiert. Die Miliz- und Panzereinheiten waren die ersten Truppen an der Luga-Linie. Dann kamen die von der Nordfront abgezogenen Divisionen an der Luga-Linie an. Dies waren zunächst die 237. Schützendivision der 7. Armee und die 70., 177. und 191. Schützendivision aus der Reserve der Nordfront. Die Verteidigung des Luga-Abschnittes wurde jetzt durch die 90., 111., 118., 128. und 235. Schützendivision gewährleistet.
Die befehlende sowjetische 42. Armee (Generalmajor V. I. Tscherbakow) wurde im Rahmen der Direktive nach Anweisung des Obersten Kommandos am 15. Juli gebildet. Grundlage für das Armeekommando war in diesem Fall das aus Karelien abgezogene Kommando des 50. Schützenkorps.
Das 10. mechanisierte Korps operierte noch ohne die 24. Panzerdivision, die am 10. Juli über 118 Panzer verfügte. Erst am 13. Juli erschienen mit drei KW 1-Panzer, die ersten Teile der 24. Panzerdivision aus Karelien. Sechs Schützendivisionen und eine Panzerdivision (vom 10. mechanisierten Korps) begannen am 14. Juli einen Gegenangriff gegen das auf Nowgorod angesetzte LVI. mechanisierte Korps. Ab Mitte Juli unterstützten Panzereinheiten des 1. und 10. Panzerkorps die Aktionen der Einsatzgruppe Luga.
Am 14. Juli nahm die deutsche 6. Panzerdivision Poreschje an der Luga, gleichzeitig erreichte die 1. Panzerdivision Sabsk und errichtete einen Brückenkopf am nördlichen Ufer in der Nähe des Dorfes Iwanowo. Am folgenden Tag sicherte der Vostoß des XXXVIII. Armeekorps mit der 36. motorisierten und 58. Infanterie-Division im Raum Gdow die Westflanke der Panzergruppe 4. Am gleichen Tag war der Kommandeur der Nordwestfront K. J. Woroschilow zusammen mit dem Kommandeur der Nordfront, Generalleutnant M. M. Popow kamen in der Gegend von Kingisepp an, wo Einheiten der 2. Miliz-Division versuchten, den deutschen Brückenkopf am Fluss Luga zu zerschlagen. Bis Mitte Juli lagen die deutschen Truppen an der Luga-Linie fest, was der sowjetischen Führung ermöglichte, weitere Befestigungen aufzubauen.
Vom 16. bis 21. Juli wurden sowjetische Panzereinheiten auch im Kingisepp-Gebiet eingesetzt. Die Panzer wurden in die Schlacht geworfen, griffen den Feind frontal aber ohne die Unterstützung von Infanterie und Artillerie an, erlitten dabei aber schwere Verluste. Die Kämpfe an der Luga-Linie waren am 17. und 19. Juli besonders heftig, dabei konnte die 11. und 125. Schützendivision den Brückenkopf an der Luga 15 Stunden lang isolieren. Die Beseitigung des deutschen Brückenkopfes wurde aber nicht erreicht.

### Schlacht bei Solzy
Um den Vormarsch des deutschen LVI. Korps (mot.) unter General von Manstein im Raum südwestlich von Schimsk zu stoppen, befahl das Oberkommando der Nordwestfront in der Direktive Nr. 12 vom 13. Juli einen Gegenangriff bei Solzy zu führen. Der Plan des Kommandanten der 11. Armee, Generalmajor W. I. Morosow  sah vor, die deutschen Vorstoßkeile in der Flanke und im Rücken anzugreifen, die gegnerischen Truppen zu umgeben, zu spalten und schließlich zu vernichten. Am 15. Juli konnte die 8. Panzerdivision bei Solzy einen Brückenkopf über den Mschaga-Abschnitt bilden, am linken Flügel deckte dabei die 3. mot. Infanterie-Division. Am 14. Juli begann die Schlacht bei Solzy, dabei griffen drei Schützendivisionen von der Nordfront, welche der 11. Armee überstellt wurde, das LVI. Armeekorps vom Norden her an. Den Hauptschlag führten drei von der Nordfront neu zugeführte Divisionen: die aus der Einsatzgruppe Luga entnommene 70. Schützendivision (Generalmajor A. G. Fedjunin) war gut ausgerüstet und galt als ein Eliteverband des Militärbezirks Leningrad, die die aus den Raum Gatschina kommende 237. Schützendivision (Generalmajor D. A. Popow) sowie die 21. Panzerdivision (Oberst L. V. Bunin), die früher ein Teil des 10. mechanisierten Corps gewesen war. Aus dem Süden griffen gleichzeitig Einheiten der 183. Schützendivision der 27. Armee am Fluss Sitnja an. Luftunterstützung leisteten vier Fliegerdivisionen der Nordwest- und Nordfront. In viertägigen Kämpfen wurde die deutsche 8. Panzerdivision zurückgeschlagen, obwohl es General Brandenberger gelang, seine Truppen aus der Umzingelung zu befreien, dauerte einen ganzen Monat, bis die Division wieder voll kampffähig war.
Der Gegenschlag der 11. Armee der Nordwestfront beseitigte vorübergehend die Gefahr eines deutschen Durchbruchs gegen Nowgorod. Die sowjetischen Truppen erlitten abermalig schwere Verluste, gingen am 19. Juli zur Verteidigung über und zogen sich bis zum 27. Juli auf die vorbereiteten Stellungen an der Luga-Linie zurück. Marschall Kliment Woroschilow warf frische Verbindungen in die Schlacht und beraubte sich damit der einzigen kampfbereiten Reserve. Das deutsche Kommando, das weitere Gegenangriffe der sowjetischen Truppen befürchtete, befahl am 19. Juli den Angriff auf Leningrad erst wieder aufzunehmen, nachdem sich die Infanteriekorps der 18. Armee dem Luga-Abschnitt genähert hatten.
Durch den Gegenangriff bei Solzy warf die Rote Armee die deutschen Truppen vor Schimsk mehr als 40 km nach Westen zurück und beseitigten vorerst die Bedrohung von Nowgorod.
Erst am 25. Juli nahmen die Deutschen ihre Angriffe im Raum Serebrjanka wieder auf. Der Kampf um Serebrjanka dauerte 5 Tage, der Bahnknotenpunkt wechselte in Nahkämpfen mehrmals den Besitzer. Die sowjetischen Truppen wurde 9 km tief zurückgeworfen und erlitten schwere Verluste.

### Neue Stawka-Direktiven
Um das Kommando über die Streitkräfte der Einsatzgruppe Luga zu verbessern, organisierte die Stawka die Befehlsbereich neu. Als Folge der deutschen Erfolge wurde General Pjadyschew am 23. Juli seines Kommandos über der Gruppe Luga enthoben und verhaftet. Generalleutnant Popow wurden neben den bisherigen Fronttruppen, die drei unabhängigen Abschnitte Kingisepp, Luga und Ost direkt unterstellt. Die Gruppe Kingisepp unter Generalmajor Walentin Semaschko hatte die Aufgabe, die von Gdow auf Narva und die über Kingisepp nach Leningrad strebenden deutschen Truppen aufzuhalten. Die Kräfte der Gruppe Luga (ab 23. Juli unter Generalmajor A. N. Astanin) blockierten alle Straßen, die von Südwesten nach Leningrad führten. Der bisherige Abschnitt „Ost“ wurde als Gruppe Nowgorod unter dem Kommando von Generalmajor F. N. Starikow organisiert.
Die 90., 118. und 191. Schützendivision, die 2. und 4. Volksmiliz-Division, die Leningrader Infanterieschule, die 1. Panzerdivision und Teile der Küstenverteidigung der Ostseeflotte gehörten zur Gruppe Kingisepp. Die Verteidigungsgruppe Luga umfasste die 111., 177. und 235. Schützendivision sowie die 24. Panzerdivision. Die 70., 237., 128. Schützendivision und die 21. Panzerdivision und die 1. Gebirgsschützen-Brigade betraten den östlichen Verteidigungssektor von Generalmajor F. N. Starikow. Die 111. und 177. Schützendivision besetzte den zentralen Lugaer 22 km langen Verteidigungssektor, der anfangs zwei feindliche Divisionen vor sich hatte. Selbst das für die Deutschen schwierige Gelände konnte die Schwäche der sowjetischen Truppen nicht ausgleichen.
Am 23. Juli wurde die Gruppe Luga mit Truppen verstärkt, die Sektoren Kingisepp und Luga wurden ab 29. Juli direkt dem Hauptquartier der Nordfront unterstellt.
Auf Anweisung des Hauptquartiers wurden zwei Gruppen am gleichen Tag als „Operative Gruppen“ bezeichnet. Am 31. Juli wurde auch der bisherige Sektor Ost in Gruppe Nowgorod umbenannt. Durch die Anweisung des Generalstabs vom 4. August wurde die Gruppe Nowgorod in die 48. Armee umgewandelt, deren Kommando Generalleutnant S. D. Akimow übernahm. Die aus Karelien eintreffende sowjetische 24. Panzerdivision wurde mit anderen Panzereinheiten in Richtung Luga eingesetzt, um den vorrückenden Gegner zurückzuwerfen.

### Weiteres deutsches Vorgehen
Am 24. Juli erreichte das deutsche XXVI. Armeekorps mit der 93. und 291. Infanterie-Division die nördliche Küste des Peipussee und schloss die Reste der sowjetischen 8. Armee im Raum Dorpat ab. Die sowjetische Panzerbrigade des Obersten Rodin schlug mit dem 483. motorisierten Regiments einen tiefen Keil in die offene Flanke des Gegners. Der Versuch, den Feind im Gebiet von Welikoje Selo zu umzingeln, wurde abgeschlossen. Am 29. Juli besetzten deutsche Einheiten noch die Dörfer Wolosowitschi und Nikolskoje und rückten entlang der Straße nach Luga weiter vor. Die Verzögerung des Vormarsches löste bei den deutschen Kommandeuren zunehmende Besorgnis aus. Am 30. Juli schrieb General Reinhardt verärgert in sein Tagebuch: „Wieder Zögern. Das ist einfach schrecklich. Die Chance, die wir haben, wird bereits verpasst und die Situation wird von Tag zu Tag schwieriger. Egal wie lange das Warten dauert, es kann nicht ewig dauern.“

### Gegenseitige Kräfte
Rote Armee
Einsatzgruppe Kingisepp unter Walentin Wladisawowitsch Semaschko
- 90., 118., und 191. Schützendivision, 2. und 4. Miliz-Division, 1. Panzerdivision sowie Teile der Küstenverteidigung der Baltischen Flotte

Einsatzgruppe Luga unter A. N. Astanin
- 111., 177., und 235. Schützendivision, 24. Panzerdivision

Bereich Ost unter F. N. Starikow
- 70., 237. und 128. Schützendivision, 21. Panzerdivision., 1. Gebirgsbrigade

Wehrmacht
Bei der Heeresgruppe Nord wurden ebenfalls drei Einsatzgruppen für den bevorstehenden Angriff auf die Luga-Linie formiert:
- Gruppe Schimsk: I. Armeekorps (11., 21. Infanterie-Division und Teil der 126. Infanterie-Division) und XXVIII. Armeekorps (121., 122. Infanterie-Division, motorisierte SS-Division „Totenkopf“ und 96. Infanterie-Division in Reserve).

- Gruppe Luga: LVI. Armeekorps (3. motorisierte Division, 269. Infanterie-Division und SS-Division „Polizei“)

- Gruppe Nord: XXXXI. Armeekorps (1., 6. und 8. Panzerdivision, 36. motorisierte Division, 1. Infanterie-Division), XXXVIII. Armeekorps (58. Infanterie-Division).

Dementsprechend sollte die Gruppe Schimsk in Richtung Nowgorod–Tschudowo durchbrechen und Leningrad von Osten her umgeben sowie alle Verbindungslinien zwischen der Stadt und dem Rest des Landes abschneiden. Die Luga-Gruppe sollte Luga einnehmen und dann Leningrad von Süden angreifen. Schließlich sollte die Nordgruppe Leningrad von Koporje, also von Westen her und entlang der Küste vorgehend, angreifen. Am 7. August wurde auf deutscher Seite die höchste Truppendichte im Gebiet von Nowgorod erreicht. Hier, auf einer Front von 50 km, waren 5,3 Infanteriedivisionen und eine motorisierte Division im Einsatz, was eine Truppendichte von weniger als 10 km pro Division ergab.

## Flügelkämpfe der 16. Armee

### Schlacht um Nowgorod 10. bis 19. August
Mit der Einnahme von Nowgorod wollte die deutsche 16. Armee die Eisenbahnlinie Leningrad–Moskau kontrollieren. Als sich das Wetter am Abend des 7. August verschlechterte und die geplante Luftunterstützung deshalb nicht möglich war, verschob Generaloberst Busch den Angriff auf Nowgorod. Schließlich erlaubte das Wetter den Einsatz der Luftwaffe erst am 10. August. Um 4.30 Uhr, begann die deutsche Offensive, das deutsche I. Armeekorps (General der Infanterie Kuno-Hans von Both) griff mit der 11. und 21. Infanteriedivision direkt gegen Nowgorod an. Die Breite des Angriffs über den Mshaga-Abschnitt wurde auf 16 km festgelegt, zur Unterstützung wurde die 659. und 666. Sturmgeschütz-Abteilung und das VIII. Fliegerkorps unter General Richthofen herangezogen. Die ersten beiden Stellungen der sowjetischen Truppen konnten durchbrochen werden.
Am 12. August schlossen sich auch die 126. und 96. Infanterie-Division der Offensive an, Schimsk wurde angegriffen und genommen. Die Minenfelder an der Hauptverteidigungslinie der sowjetischen 48. Armee wurde durch die Pioniere der deutschen 11. und 21. Division beseitigt, zur Zerstörung der befestigten Unterstände wurden 8,8-cm-Flakgeschütze eingesetzt. Am folgenden Tag war der Durchbruch gegenüber der 128. Schützendivision vollendet, weiter südlich erreichte der parallel laufende Angriff des deutschen X. Armeekorps den Lowat-Abschnitt.
Am 14. August rückte die 21. Infanterie-Division über die Autobahn Nowgorod–Luga vor, die 11. Infanterie-Division näherte sich der Bahnlinie aus derselben Richtung. Dadurch waren die rückwärtigen Verbindungslinien der sowjetischen Truppen hinter der Luga-Linie bedroht. Der deutsche Angriff am 15. August scheiterte zunächst, der sowjetische Widerstand wurde durch Angriffe von Sturzkampfbombern gebrochen, welche Nowgorod an vielen Orten in Brand steckten. Am Abend konnte die 21. Infanterie-Division in die Stadt eindringen, gleichzeitig auch das 424. Regiment der 126. Infanterie-Division. Am Morgen des 16. August war die Stadt in deutscher Hand, die übrigen Regimenter der 21. Infanterie-Division startete den Angriff auf Tschudowo.
Der Chef des Generalstabs der Roten Armee, Marschall B. M. Schaposchnikow hatte noch befohlen, die Stadt Nowgorod bis zum letzten Mann zu verteidigen. Die neu gebildete 305. und 311. Schützendivision wurden der Nordwestfront als Verstärkung zur Verfügung gestellt.
Die neu formierte 291. Schützendivision wurde zur Besetzung der Wolchow-Linie herangezogen, die beiden anderen Schützendivisionen wurden zur direkten Unterstützung der 48. Armee bei den Kämpfen um Nowgorod eingesetzt.
Die Schlacht um den östlichen Teil von Nowgorod dauerte bis zum 19. August. Auf sowjetischer Seite bewährten sich die Reste der 28. Panzerdivision von Oberst I. D. Tschernjachowski und die 1. Gebirgs-Schützenbrigade. Deutsche Truppen mussten sowjetische Gegenangriffe abwehren, die mit starker Panzerunterstützung geführt wurden, wobei am 18. August das 3. Infanterieregiment der 21. Infanterie-Division vollständig abgeschnitten wurde. Starke Luftunterstützung sicherte den Deutschen jedoch letztendlich den Erfolg in den Kämpfen um Nowgorod.
Während der Schlacht um Nowgorod schob sich der linke Flügel des deutschen I. Armeekorps nach Tschudowo vor. Die 11. Infanteriedivision sicherte jetzt die rechte Flanke des Korps am Wolchow-Abschnitt und die Kampfgruppe der 21. Infanterie-Division eroberte am 20. August Tschudowo und unterbrach die dortige Eisenbahn-Linie. Am nächsten Tag wurden mehrere sowjetische Gegenangriffe von Einheiten des I. Armeekorps zurückgeschlagen. Die der 16. Armee gesteckten Angriffsziele waren erreicht worden.

### Schlacht um Staraja Russa
Am 27. Juli 1941 schrieb Feldmarschall von Leeb in seinem Tagebuch: „Der Feind vor der Front der 16. Armee ist geschlagen. Die Überreste verlassen das Sumpfgebiet südlich des Ilmen-Sees nach Osten.“
Am 2. und 3. August startete das deutsche X. Armeekorps mit der 30. Infanterie-Division den Angriff auf Staraja Russa und wurde 15 km vor dem Ziel durch sowjetische Truppen aufgehalten. Die stärkste Reserve, welche dem Kommando der südlich stehenden Nordwestfront zur Verfügung stand, war die neu gebildete 34. Armee (Generalmajor Kusma M. Kachanow), welche im Kern aus der 257., 259., 262. Schützen-Division, sowie der 25. und 54. Kavalleriedivision. Am 6. August wurde gemäß der Stawka Richtlinie 733 die 34. Armee der Nordwestfront überstellt und in den Raum von Staraja Russa verlegt und begann mit einer kraftvollen Gegenoffensive gegen das deutsche X. Armeekorps.
Der Gegenangriff der 34. Armee wurde durch den linken Flügel der 48. Armee (Generalleutnant Akimow) in Richtung auf Utorgosch unterstützt. Im Hauptquartier der 16. Armee ergab sich am 14. August folgende Lage: das X. A.K. das den rechten Flügel der 16. Armee im Süden des Ilmensees bildete, wurde von weit überlegen Kräften (sowjetische 34. Armee mit 8 Schützendivisionen und Kavallerieeinheiten) angegriffen. Der sowjetische Fronteinbruch überschritt bereits die Eisenbahnlinie von Staraja Russa. Diese Krise zu begegnen, befahl Feldmarschall von Leeb am 14. August die im Raum Porchow stehende motorisierte SS-Division „Totenkopf“ zum Gegenstoß über Dno. Die SS-Division wurde infolge dieser Krise für lange Zeit bei Staraja Russa gebunden und konnte nicht wie geplant an der Offensive gegen Leningrad teilnehmen. Den Aktionen der SS-Division „Totenkopf“ im Raum 10 Kilometer östlich Dno folgte am 19. August der allgemeine Gegenangriff durch die wieder nach Süden umgruppierte 3. motorisierte Division des LVI. A.K. (mot.) im Raum Dolschino. Mit Unterstützung des VIII. Fliegerkorps unter General von Richthofen erreichte der deutsche Angriff die Linie Bystryi Bereg–Klopzy und bildete am folgenden Tag südwestlich von Staraja Russa bei Schilowa Gora – Wsgljody einen Brückenkopf über den Polist-Abschnitt. Gleichzeitig konnte das X. Armeekorps einen gegnerischen Fronteinbruch bei Tulebtlja abriegeln. Am 22. August erreichten die deutschen Truppen den Fluss Lowat südöstlich von Staraja Russa. Die akute Gefahr beim X. Armeekorps war damit beseitigt.

## Schlacht an der Luga
Am 8. August begann das LVI. Armeekorps (mot.) mit der 3. mot.-, 269. Infanterie- und der SS-Polizei-Division den Angriff auf die Stadt Luga, während der rechte Flügel mit der SS-Division „Das Reich“ gegen den Ilmensee absicherte. Die 177. Schützendivision (Oberst A. F. Maschoschin) konnte in Zusammenarbeit mit der 24. Panzerdivision und mit Unterstützung der Artillerie den deutschen Angriff zurückschlagen. Gleichzeitig begann das XXXXI. Armeekorps (mot.) im Raum Kingisepp Angriffe über den Luga-Abschnitt: es gelang der 1. Panzerdivision am 9. August eine Schwachstelle in der sowjetischen Verteidigung zu finden, in die Tiefe einzubrechen und vor der Front der 6. Panzerdivision in den benachbarten Brückenkopf auf die Rückseite der sowjetischen Einheiten zu gelangen. Der Angriff des deutschen LVI. Armeekorps (3. motorisierte Division, 269. Infanterie-Division und die SS-Polizei-Division) gegenüber Luga blieb weiterhin zu schwach angesetzt, dadurch sollte die sowjetische Führung nicht die Möglichkeit haben, Truppen für die benachbarten Bereiche abzuziehen.
In Anbetracht des zu geringen Erfolges der ersten Offensive erreichte General Reinhardt, das seine Stoßgruppe durch die 8. Panzerdivision verstärkt wurde. Das gegenüber stehende sowjetische Kommando versammelte ebenfalls zusätzliche Reserven: seit 9. August erreichten erste Truppenteile der in Krasnoje Selo versammelten 1. Garde-Miliz-Division den bedrohten Abschnitt. Die aus Zentral-Finnland herangekommene 1. Panzerdivision unter Generalmajor W. I. Baranow nahm zwei Tage später die Verteidigung auf, sie verfügte über 58 einsatzfähige Panzer, davon 4 vom Typ T-28 und 7 KW-1, bald erhielt der Großverband 12 neue KW-1 aus der Leningrader Kirower Fabrik als Nachschub.
Die Besserung der Wetterverhältnisse gewährleistete dem LVI. Korps (mot.) bei der Offensive des 10. August den vollständigen Einsatz der deutschen Luftwaffe. Das LVI. Korps rückte auf beiden Seiten der Hauptstraße vor, die durch Luga nach Leningrad führte. Der Kommandant der SS-Polizei-Division, General Mülverstedt wurde bei diesen Kämpfen getötet, es war den deutschen Truppen wieder nicht möglich, die Verteidigung der Gruppe Luga (Generalmajor A. N. Astanin) zu durchbrechen.
Trotz der ersten Abwehrerfolge blieben die sowjetischen Streitkräfte an der Luga insgesamt stark angespannt. Die Entwicklung der Ereignisse am 10. August und in der Nacht zum 11. August führte zu einer starken Verschlechterung der Lage, der von General Popow angeordnete sowjetische Gegenschlag konnte nicht durchgeführt werden. Beim XXXXI. Armeekorps (mot.) wurde die 8. Panzerdivision in die Kämpfe um den Brückenkopf bei Sabsk eingeführt, die 1. Panzerdivision brach aus Brückenkopf von Sabsk aus und half durch ihren Flankenstoß nach Opolje die liegen gebliebene 6. Panzerdivision beim Ausbruch. Nach dem deutschen Durchbruch bildeten die 1. und 6. Panzerdivision bei Luga die äußere Front der Umzingelung während die 1. Infanterie- und die 36. motorisierte Division – die innere Front gegenüber den abgeschnittenen sowjetischen Einheiten. Am rechten Flügel mussten sich Einheiten des sowjetischen Abschnitts Kingisepp weiter zurückziehen. Die Konzentration der 281. Schützendivision (11.000 Mann) erfolgte in der Nacht an der Autobahn Kingisepp–Leningrad, sie hielt Positionen nördlich davon, mit Front nach Südwesten. Die Verteidigungslinie der sowjetischen 1. Panzerdivision erstreckte sich entlang der Straße von Kotlow nach Moloskowitszy, wo die 1. Garde-Miliz-Division eingesetzt war, welche vergeblich versuchte den Hauptangriff der deutschen 1. und 8. Panzerdivision aufzuhalten. Die Schlacht von Moloskowitzy brachte den sowjetischen Panzern schwere Verluste: 52 Panzern gingen verloren, darunter 6 KW-1, 4 T-28, 32 BT-7, 6 T-50 und 4 T-26. Die Reste der Division war gezwungen, sich nach Krasnogwardeisk zurückzuziehen. Am 16. August überschritten die deutschen Truppen den Fluss Oredesch, die Divisionen des XXXXI. Armeekorps (mot.) erreichte die Straße Krasnogwardeisk–Kingisepp. Die 1. Panzerdivision besetzte fast ohne Widerstand die Bahnstation Wolosowo, 40 km südwestlich von Krasnogwardeisk. Die sowjetische Gruppe Semaschko ging auf Krasnogwardeisk zurück. Die deutsche 1. Infanterie-Division eroberte Kingisepp, während die 291. Infanterie-Division vom Westen und gleichzeitig die 58. Infanterie-Division vom Süden her in Narva eindrang. Der Rückzug der sowjetischen 8. Armee erfolgte an der Koporje Bucht auf Ropscha. Derweil begannen deutsche Panzer auf Land- und Waldstraßen die Stadt Luga zu umgehen und erreichten im Raum 20–25 km südöstlich von Kingisepp den Fluss Luga. Im Raum Kingisepp erwarteten die deutschen Truppen Wälder und Sümpfe, in denen die 18. Armee noch mehrere lange Jahre kämpfen musste. Unter der Androhung, aus Leningrad abgeschnitten zu werden, gelang es dem deutschen XXXVIII. Armeekorps des Feindes, die Truppen der 8. Armee am 18. August auf das Koporskoje-Plateau zu drängen.
Die in Luga verbliebenen deutschen Truppenteile waren bereits am 15. August dem Befehl des L. Armeekorps unter General Lindemann unterstellt worden, welcher mit der Einnahme von Luga beauftragt worden war. Die aus Estland verdrängten Teile der sowjetischen 8. Armee hatten sich durch Narva zurückgezogen. Die 291. Infanterie-Division des XXVI. Armeekorps begann am 16. August den Angriff auf Narva, aus dem Süden rückte gleichzeitig die 58. Infanterie-Division (XXXVIII. Armeekorps) auf die Stadt vor. Die Stadt war am nächsten Tag in deutscher Hand, und am 20. August überquerte die 18. Armee die frühere Landesgrenze.
Am Morgen des 19. August begann die Ausladung der neu herankommenden 291. Schützen-Division im Raum Leningrad. Sie war im Moskauer Militärbezirk gegründet worden und erreichte Krasnogwardeisk (Gattschina) in einer kritischen Phase. Sie zählte etwa 10.700 Mann, 54 Geschütze, 78 Mörser, 108 Maschinengewehre. Vom 19. bis 21. August stand das XXXXI. Korps (mot.) an der Linie Pedelin-Isterzow im Kampf mit der 2. Miliz-Division. Die 1. und 6. Panzerdivision sowie die 36. motorisierte Division drangen bis 21. August in den Raum südwestlich von Krasnogwardeisk vor und gingen dort in Verteidigung über.
Die Ankunft und das Eingreifen des deutschen XXVIII. Armeekorps der 16. Armee brachte die linke Flanke der Gruppe Luga von General Astanin endlich zum Wanken. Auch die SS-Polizei-Division war 74 Kilometer nördlicher zum Ostufer der Luga verlegt worden und begann am 23. August vom Südosten her, den Angriff auf die Stadt Luga. Am 22. August erhielt General Astanin den verspäteten Befehl, seine Einheiten entlang der Eisenbahn nach Krasnogwardeisk zurückzunehmen. Die SS-Polizei-Division erstürmte Luga am 24. August.
Die sowjetische 70., 90., 111., 177. und 235. Schützendivision, die 1. und 3. Miliz-Division, die 24. Panzerdivision befanden sich im „Kessel von Luga“.
Die Einkreisung wurde im Norden vom XXXXI., frontal durch das L. und im Osten vom XXVIII. Armeekorps vollzogen. Der Kampf im Kessel von Luga wurden bis Mitte September 1941 fortgesetzt. Die nach Osten auf Pogostje und Kirischi ausbrechenden Formationen wurden von General A. N. Astanin, Oberst A. F. Maschoshin, Oberst A. G. Rodin, S. W. Roginski (Kommandeur der 111. Schützendivision) und G. F. Odintzow kommandiert.

## Folgen
Vom 10. Juli, als die Offensive in Richtung Luga begann, bis zum 24. August, als deutsche Truppen Luga einnahmen, vergingen 45 Tage. In der Zeit vom 29. Juni bis 27. August 1941 wurden 488.703 Menschen aus Leningrad evakuiert. Außerdem wurde in dieser Zeit die Bevölkerung der estnischen, lettischen, litauischen und karelisch-finnischen SSR nach Leningrad evakuiert – 147.500 Menschen. Bis zum 10. Juli, also vor der Annäherung an die Verteidigungslinie von Luga, betrug der durchschnittliche tägliche Vormarsch der Deutschen etwa 26 Kilometer pro Tag; dann fiel dieser auf 5 Kilometer und im August auf 2,2 Kilometer pro Tag. Das Aufhalten und Verzögern des deutschen Vormarsches, ermöglichte es der sowjetischen Führung in Bezug auf die Verteidigung Leningrads wichtige Maßnahmen zu lösen, darunter die Bildung neuer Militäreinheiten und deren Ausbildung. Die 272., 281. Schützen- und die 25. Kavalleriedivision waren für die beginnende Blockade von Leningrad neu gebildet worden.
Das OKW verlegte zur Verstärkung der Heeresgruppe auch das XXXIX. Armeekorps (mot.) vom Mittelabschnitt der Ostfront nach Leningrad. Es sollte die Stadt nach Osten großräumig umgehen und führte später die Operation in Richtung auf Tichwin. Am 8. September begann der deutsche Angriff auf Leningrad. Den Hauptstoß führte das XXXXI. Armeekorps (mot.) im Zusammenwirken mit dem XXXVIII. Armeekorps, der vom Westen über die Dudenhofer Höhen nach Norden angesetzt wurde. Im Süden aus dem Raum Gattschina und im Osten aus dem Raum Mga wurde das L. und XXVIII. Armeekorps zum Angriff auf den südlichen Festungsgürtel eingesetzt. Die sowjetischen Verteidigungsstellungen begannen zu bröckeln, Krasnoje Selo ging am 12. September und Krasnogwardeisk am 13. September verloren. Die Reste der Panzerdivision von General Baranow zogen sich weiter zurück und besetzten neue Stellungen auf den Höhen von Pulkowo, der letzte Verteidigungslinie im südwestlichen Vorfeld von Leningrad. Georgi Schukow, der gerade in Leningrad eingetroffen war, um Marschall Woroschilow zu ersetzen, befahl sofortige Gegenangriffe, um die deutsche Truppen zurückzudrängen. Generalmajor Kusma M. Kachanow, Kommandant der sowjetischen 34. Armee wurde nachträglich für den Verlust von Staraja Russa verantwortlich gemacht und am 27. September zum Tode verurteilt und am 29. September erschossen.